# Nototriche pearcei
Nototriche pearcei är en malvaväxtart som först beskrevs av Baker f., och fick sitt nu gällande namn av Arthur William Hill. Nototriche pearcei ingår i släktet Nototriche och familjen malvaväxter. Inga underarter finns listade i Catalogue of Life.